# Мангоро
Мангоро — найбільша річка на східному узбережжі Мадагаскару за розміром басейну і обсягу води, має 300 км довжини.

## Огляд

Річки Мадагаскару

Мангоро починається на північний схід від міста Анджозоробе в Аналаманзі, приблизно за 1100 метрів. Її основними притоками є Оніве (яка впадає по правому берегу в 200 км від джерела річки) і Носіволо. Її гирло в Індійському океані неподалік від міста Амбодігаріна.
Завдяки своїм численним притокаv Мангоро цілий рік має високий потік, що робить її ідеальною річкою для рафтингу.
Станом на 2012 рік, Sherritt International планує використовувати річку Мангоро як джерело води для пульпопроводу балансової руди з шахт Амбатові.
Є тут дорога і залізничний міст через річку на захід від міста Мураманга на національному маршруті 2.

## Жива природа
Є невеликі популяції крокодилів в більш спокійних ділянках річки. Але їх чисельність мінімальна і продовжує падати.